# Ted Baker
Ted Baker (Тед Бейкер) — британська торгова марка чоловічого одягу. Жіночий одяг продається під маркою Ted Baker Woman.
Продажі на 2015 рік — 387,6 млн фунтів-стерлінгів.
Заснована 1988 з відкриттям першого магазину у Глазго у Шотландії. Згодом магазини поширилися на Англію (особливо на Лондон), а також на США, Канаду та Європу. Штаб-квартира Тед Бейкер у Лондоні.
1995 року додана торгова марка жіночого одягу Ted Baker Woman.
Акції Тед Бейкер доступні на Лондонській фондовій біржі.